# Марица (село)
Вижте пояснителната страница за други значения на Марица.
Марица е село в Западна България. То се намира в община Самоков, Софийска област.

## География
Село Марица се намира в полите на Рила планина, по горното течение на река Марица, на шосе 82: Самоков – Боровец – Долна баня – Костенец, между Боровец и Долна баня.
Климатът е мек, с прохладно течение през лятото.

## История
В миналото селото се е наричало Иванова махала. Свързано е с първите манифактури за железодобив в района, покровителствани от рударските закони на Сюлейман I. Развитието на железодобива довежда през втората половина на XVI век до замогване на селото и икономически подем. Тогава е построена и църквата „Свети Никола“ с ценни стенописи от XVI век и от първата половина на XIX век, обявени през 1969 г. за паметник на изобразителното изкуство.

## Население
- 1934 г. – 804 жители
- 1946 г. – 900 жители
- 1956 г. – 920 жители
- 1975 г. – 971 жители
- 1992 г. – 910 жители
- 2001 г. – 774 жители
- 2007 г. – 690 жители
- 2009 г. – 680 жители
- 2010 г. – 671 жители

## Исторически, културни и природни забележителности
- Късносредновековна църква „Свети Никола“. Намира се в югоизточната част на селото. Построена е през последните десетилетия на XVI век. Еднокорабна, едноапсидна сграда с външни размери 6,30 х 3,50 м. Дебелите по 1 м. стени са изградени от речни камъни, споени с хоросан. Към първоначалната църква през 1830 г. е изградена обширна пристройка, удължаваща наоса в западна посока. Стенописите от XVI век са изпълнени на два етапа. Стенописите от XIX век в пристройката са изпълнени от зографи от град Самоков. Стенописите в църквата са художествен паметник на културата от национално значение (ДВ бр.100, 1969 г.);
- Екопътека с пейки от параклис „Света Петка“ към параклис „Свети пророк Илия“[2];
- Параклис „Свети Петър и Павел“ - построен е през 2016 година на място, където през X век е имало мъжки скит на долнобанския манастир „Свети Спас“. Параклисът се намира на хълма, на кръстопътя Долна баня – Марица – Гуцал[3].

## Религии
Село Марица принадлежи в църковно-административно отношение към Софийска епархия, архиерейско наместничество Самоков. Населението изповядва източното православие. Свещеник: отец Георги

## Обществени институции
Село Марица е административен център на Кметство с. Марица.

## Галерия
- Паметник на загиналите за Родината от с. Марица
- Селски здравен участък с. Марица
- Ново вилно селище край с. Марица
- Средновековни стенописи от църквата „Свети Николай“ в с. Марица